# Именицы (Кингисеппский район)
Имени́цы — деревня в Пустомержском сельском поселении Кингисеппского района Ленинградской области.

## История
Впервые упоминается в Писцовой книге Водской пятины 1500 года как сельцо Именицы в Ястребинском Никольском погосте Ямского уезда.
На карте Ингерманландии А. И. Бергенгейма, составленной по шведским материалам 1676 года, обозначена деревня Imenitsaby.
На шведской «Генеральной карте провинции Ингерманландии» 1704 года — деревня Immenista.
Как деревня Иминимца она обозначена на «Географическом чертеже Ижорской земли» Адриана Шонбека 1705 года.
Как деревня Имянницы упомянута на карте Ингерманландии А. Ростовцева 1727 года.
На карте Санкт-Петербургской губернии Ф. Ф. Шуберта 1834 года упоминается как деревня Имяницы, состоящая из 30 крестьянских дворов, рядом с деревней обозначена мыза Чеблокова.

ИМЯНИЦЫ — деревня принадлежит коллежскому асессору Чеблокову, число жителей по ревизии: 127 м. п., 132 ж. п. (1838 год)

На карте профессора С. С. Куторги 1852 года обозначена деревня Имяницы Чеблокова из 39 дворов.

ИМЕНИЦЫ — деревня тайного советника, сенатора Веймарна, 10 вёрст почтовой, а остальное по просёлочной дороге, число дворов — 42, число душ — 115 м. п. (1856 год)

ИМЕНИЦЫ — деревня, число жителей по X-ой ревизии 1857 года: 111 м. п., 138 ж. п., всего 249 чел.

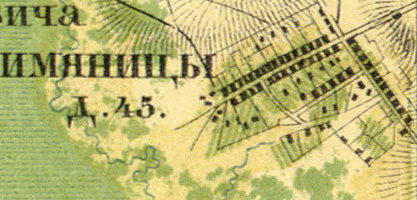
Деревня Именицы на карте 1860 года

Согласно «Топографической карте частей Санкт-Петербургской и Выборгской губерний» в 1860 году деревня называлась Имяницы и насчитывала 45 дворов.

ИМЕНИЦЫ — деревня владельческая при ключе, по правую сторону 1-й Самерской дороги, число дворов — 38, число жителей: 157 м. п., 179 ж. п. (1862 год)

В 1872—1873 годах временнообязанные крестьяне деревни выкупили свои земельные наделы у А. Ф. Веймарн и стали собственниками земли.

ИМЕНИЦЫ — деревня, по земской переписи 1882 года: семей — 55, в них 154 м. п., 172 ж. п., всего 326 чел.

ИМЕНИЦЫ — деревня, число хозяйств по земской переписи 1899 года — 49, число жителей: 115 м. п., 129 ж. п., всего 244 чел.;
 разряд крестьян: бывшие владельческие; народность: русская

В конце XIX — начале XX века деревня административно относилась к Ястребинской волости 1-го стана Ямбургского уезда Санкт-Петербургской губернии.
С 1917 по 1924 год деревня Именицы входила в состав Именицкого сельсовета Ястребинской волости Кингисеппского уезда.
С 1924 года в составе Пустомержского сельсовета.
С 1926 года в составе Недолбицкого сельсовета. Согласно данным переписи населения СССР 1926 года в деревне Именицы проживали 265 человек — все русские.
С февраля 1927 года в составе Кингисеппской волости. С августа 1927 года в составе Молосковицкого района.
С 1928 года в составе Беседского сельсовета.

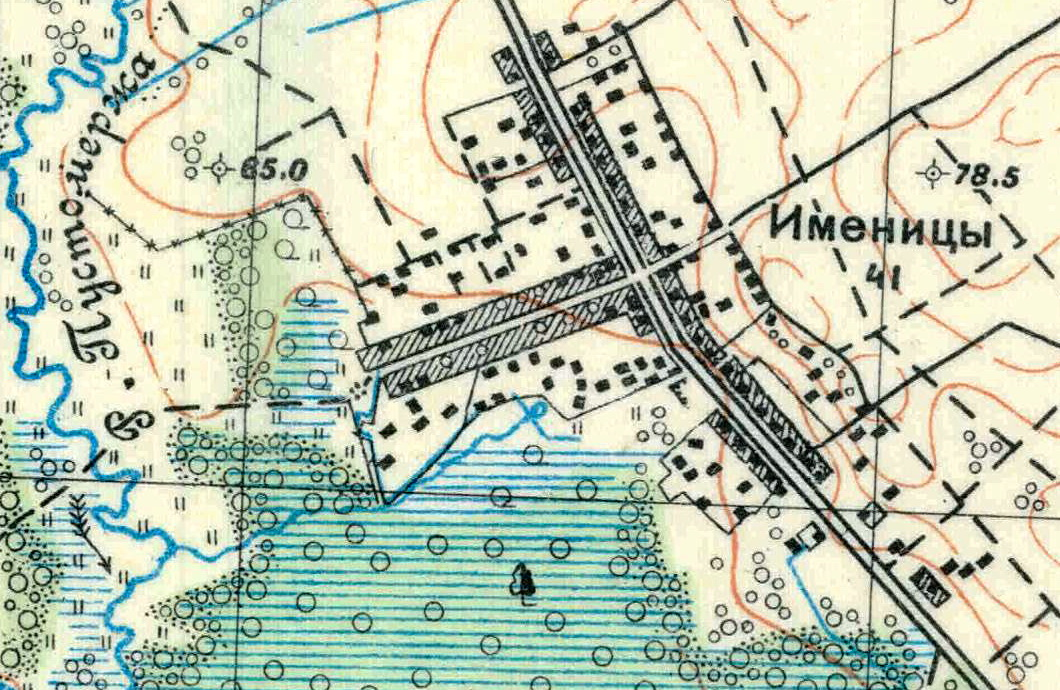
План деревни Именицы. 1930 год

Согласно топографической карте 1930 года деревня насчитывала 41 двор.
С 1931 года в составе Волосовского района.
По данным 1933 года деревня Именицы входила в состав Беседского сельсовета Волосовского района.
Согласно топографической карте 1938 года деревня насчитывала 52 двора.
С 1935 года в составе Пустомержского сельсовета Кингисеппского района.
C 1 августа 1941 года по 31 января 1944 года деревня находилась в оккупации.
В 1958 году население деревни Именицы составляло 171 человек.
По данным 1966, 1973 и 1990 годов деревня Именицы также находилась в составе Пустомержского сельсовета Кингисеппского района.
В 1997 году в деревне Именицы проживали 59 человек, в 2002 году — 78 человек (русские — 86 %), в 2007 году — 74.

## География
Деревня расположена в юго-восточной части района на автодороге 41К-590 (подъезд к дер. Недоблицы).
Расстояние до административного центра поселения — 2 км.
Расстояние до ближайшей железнодорожной станции Веймарн — 4,5 км.

## Демография
| 1838 | 1857 | 1862 | 1882 | 1899 | 1997 | 2007 |
| ---- | ---- | ---- | ---- | ---- | ---- | ---- |
| 259  | ↘249 | ↗336 | ↘326 | ↘244 | ↘59  | ↗74  |
| 2010 | 2017 |      |      |      |      |      |
| ↗80  | →80  |      |      |      |      |      |

### Национальный состав
Согласно данным Всероссийской переписи населения 2021 года в деревне проживали 114 человек, из них:
 русские — 102, узбеки — 6, азербайджанцы — 1, армяне — 1, другие национальности — 2 человека, остальные национальность не указали.

## Улицы
Мирный переулок.